# Carnival Is Forever
Carnival Is Forever peti je studijski album poljskog death metal-sastava Decapitated. Diskografska kuća Nuclear Blast objavila ga je 12. srpnja 2011. godine. Producent albuma je Wacław "Vogg" Kiełtyka, gitarist grupe.
Carnival Is Forever prvi je album skupine na kojem je pjevao pjevač Rafał Piotrowski, kao i jedini njezin album na kojem je bas-gitaru svirao Filip "Heinrich" Hałucha, a bubnjeve svirao Kerim "Krimh" Lechner.

## O albumu
Godine 2009., nakon perioda u kojem je sastav bio raspušten, Decapitatedov je gitarist, skladatelj i izvorni član Wacław "Vogg" Kiełtyka ponovno okupio sastav te su tako članovi grupe postali austrijski bubnjar Kerim "Krimh" Lechner, pjevač Rafał Piotrowski i basist Filip "Heinrich" Hałucha. Tijekom 2010. sastav je odlazio na turneje po Europi, SAD-u, Australiji i Novom Zelandu.
Decapitated je 9. veljače 2011. godine ušao u RG Studio u Gdanjsku, Poljskoj, kako bi snimio svoj peti studijski album Carnival Is Forever, nasljednika albuma Organic Hallucinosis iz 2006. Album je producirao Kiełtyka, a bubnjeve je snimio Daniel Bergstrand. Kako bi postigao "'pravi', organski i prirodni zvuk", sastav je uživo snimao bubnjeve (bez pomoći ikakvih elektronskih naprava) te bez dvostrukih gitarističkih dionica, već s po jednom gitarom sa svake strane.
Nekoliko je rifova na albumu bilo napisano uz pomoć prethodnog bubnjara Witolda "Viteka" Kiełtyke. Gotovo dvomjesečni period snimanja završio je 31. ožujka 2011. Naslovnicu albuma načinio je Łukasz Jaszak. Tekstove pjesama na albumu napisao je Jarosław Szubrycht, pjevač grupe Lux Occulta.

## Popis pjesama
Tekstovi: Jarosław Szubrycht. 
| 1.    | »The Knife«              | Vogg, Vitek, Krimh | 4:34 |
| 2.    | »United«                 | Vogg, Krimh        | 5:26 |
| 3.    | »Carnival Is Forever«    | Vogg, Vitek, Krimh | 8:51 |
| 4.    | »Homo Sum«               | Vogg, Vitek, Krimh | 4:35 |
| 5.    | »404«                    | Vogg, Vitek, Krimh | 5:10 |
| 6.    | »A View from a Hole«     | Vogg, Krimh        | 6:13 |
| 7.    | »Pest«                   | Vogg, Vitek, Krimh | 3:38 |
| 8.    | »Silence« (instrumental) | Vogg               | 4:18 |
| 42:45 |                          |                    |      |

## Recenzije
Eduardo Rivadavia, glazbeni kritičar sa stranice AllMusic, dodijelio je albumu četiri od pet zvjezdica te je komentirao: "Za ove se nevjerojatno žestoke, glazbeno zlobne i poliritmički užurbane skladbe kao što su "The Knife", "United", "404" i "Pest" (od kojih su sve posudile trik ili dva od [grupa] Meshuggah, Gojira te čak i Byzantine) čini kako su u ratu same sa sobom—takvu je instrumentalnu složenost prikazao svaki glazbenik u svojoj borbi da odshreda svoje kolege iz sastava". Dave Schalek sa stranice About.com o vještinama je glazbenika u Decapitatedu izjavio: "[...] kvaliteta glazbenih sposobnosti je, kao i uvijek, vrlo visoka. Voggovo sviranje rifova te promjena tempa u staccato stilu čvrsti su i svirani besprijekorno, a bubnjar Krimh ispunjuje zvuk savršeno prateći Voggovo bijesno sviranje rifova".
Scott Alisoglu sa stranice Blabbermouth.net također je pohvalio glazbene sposobnosti: "Za vrijeme onoga što ispada kao izvrsna ritmička sekcija, basist Filip Hałucha i Kerim "Krimh" Lechner isporučuju ritmičku robu u obliku čvrstih, akrobatskih izvedbi i raznolikoj perkusiji koja se i suprotstavlja i usklađuje sa svim tim izdubljujućim i grizećim Waclawovim rifovima".

## Zasluge
| Decapitated - Vogg – gitara, produkcija - Heinrich – bas-gitara - Krimh – bubnjevi - Rafał Piotrowski – vokali Dodatni glazbenici - Bartosz Hervy – klavijature | Ostalo osoblje - Rickard Sporrong – mastering - Daniel Bergstrand – miksanje, snimanje bubnjeva - Jarosław Szubrycht – tekstovi - Arkadiusz "Malta" Malczewski – inženjer zvuka - Łukasz Jaszak – naslovnica, dizajn, fotografija |